# Museu Nórdico da Aguarela
O Museu Nórdico da Aguarela - em sueco Nordiska akvarellmuseet - é um museu da aguarela, com foco na produção dos Países Nórdicos, mostrando obras baseadas na luz e na água.

Está situado à beira mar, na pequena cidade sueca de Skärhamn, na ilha de Tjörn da província histórica da Bohuslän.

Foi fundado em 2000, e dispõe de obras em aguarela de mais de 100 artistas nórdicos, atraindo uns 180 000 visitantes anualmente.

Além do museu, estão disponíveis ao público um restaurante e uma sala de conferências.

## Prémios e distinções
- 2001 - Prémio Literário da LRF (Federação dos Agricultores Suecos) [2]
- 2010 - Museu do Ano (Federaçção dos Museus Suecos) [3]